# Freestyleskiën op de Olympische Winterspelen 2022 - Skicross mannen
Het onderdeel skicross voor mannen tijdens de Olympische Winterspelen 2022 vond plaats op vrijdag 18 februari 2022 in het Genting Snow Park nabij Peking. Regerend olympisch kampioen was de Canadees Brady Leman. Hij kwam ditmaal niet verder dan de halve finale.

## Tijdschema
| Datum               | Lokale tijd | MET   | Ronde             |
| ------------------- | ----------- | ----- | ----------------- |
| vrijdag 18 februari | 11:45       | 04:45 | Plaatsing Finales |

## Uitslag

### Plaatsingsronde
| Rang | Bib | Naam                  | Land             | Tijd    | Achterstand |
| ---- | --- | --------------------- | ---------------- | ------- | ----------- |
| 1    | 4   | Alex Fiva             | Zwitserland      | 1:11,94 | −           |
| 2    | 29  | Igor Omelin           | Russische ploeg  | 1:12,28 | +0,34       |
| 3    | 24  | Ryo Sugai             | Japan            | 1:12,29 | +0,35       |
| 4    | 14  | Brady Leman           | Canada           | 1:12,30 | +0,36       |
| 5    | 1   | Reece Howden          | Canada           | 1:12,37 | +0,43       |
| 6    | 25  | Jared Schmidt         | Canada           | 1:12,39 | +0,45       |
| 7    | 13  | Ryan Regez            | Zwitserland      | 1:12,44 | +0,50       |
| 8    | 10  | Simone Deromedis      | Italië           | 1:12,48 | +0,54       |
| 9    | 6   | Bastien Midol         | Frankrijk        | 1:12,55 | +0,61       |
| 10   | 3   | Johannes Rohrweck     | Oostenrijk       | 1:12,71 | +0,77       |
| 11   | 9   | François Place        | Frankrijk        | 1:12,83 | +0,89       |
| 12   | 5   | Terence Tchiknavorian | Frankrijk        | 1:12,85 | +0,91       |
| 13   | 2   | David Mobärg          | Zweden           | 1:12,97 | +1,03       |
| 14   | 15  | Erik Mobärg           | Zweden           | 1:13,01 | +1,07       |
| 15   | 8   | Kevin Drury           | Canada           | 1:13,11 | +1,17       |
| 16   | 18  | Jean-Frédéric Chapuis | Frankrijk        | 1:13,20 | +1,26       |
| 17   | 17  | Daniel Bohnacker      | Duitsland        | 1:13,21 | +1,27       |
| 18   | 7   | Florian Wilmsmann     | Duitsland        | 1:13,22 | +1,28       |
| 19   | 12  | Tristan Takats        | Oostenrijk       | 1:13,29 | +1,35       |
| 20   | 32  | Kirill Sysoev         | Russische ploeg  | 1:13,36 | +1,42       |
| 21   | 16  | Joos Berry            | Zwitserland      | 1:13,43 | +1,49       |
| 22   | 31  | Satoshi Furuno        | Japan            | 1:13,46 | +1,52       |
| 23   | 11  | Viktor Andersson      | Zweden           | 1:13,49 | +1,55       |
| 24   | 27  | Tyler Wallasch        | Verenigde Staten | 1:13,55 | +1,61       |
| 25   | 26  | Adam Kappacher        | Oostenrijk       | 1:13,58 | +1,64       |
| 26   | 19  | Tobias Müller         | Duitsland        | 1:13,64 | +1,70       |
| 27   | 20  | Romain Détraz         | Zwitserland      | 1:13,69 | +1,75       |
| 28   | 30  | Elliott Baralo        | Zweden           | 1:13,82 | +1,88       |
| 29   | 21  | Sergej Ridzik         | Russische ploeg  | 1:13,95 | +2,01       |
| 30   | 23  | Robert Winkler        | Oostenrijk       | 1:14,05 | +2,11       |
| 31   | 28  | Oliver Davies         | Groot-Brittannië | 1:14,84 | +2,90       |
| 32   | 22  | Niklas Bachsleitner   | Duitsland        | 1:17,53 | +5,59       |

### Finaleronde

#### Achtste finale
Achtste finale 1
| Rang | Bib | Naam                  | Land        | Opm. |
| ---- | --- | --------------------- | ----------- | ---- |
| 1    | 4   | Alex Fiva             | Zwitserland | Q    |
| 2    | 17  | Daniel Bohnacker      | Duitsland   | Q    |
| 3    | 18  | Jean-Frédéric Chapuis | Frankrijk   |      |
| 4    | 22  | Niklas Bachsleitner   | Duitsland   |      |

Achtste finale 2
| Rang | Bib | Naam             | Land             | Opm. |
| ---- | --- | ---------------- | ---------------- | ---- |
| 1    | 10  | Simone Deromedis | Italië           | Q    |
| 2    | 6   | Bastien Midol    | Frankrijk        | Q    |
| 3    | 26  | Adam Kappacher   | Oostenrijk       |      |
| 4    | 27  | Tyler Wallasch   | Verenigde Staten |      |

Achtste finale 3
| Rang | Bib | Naam                  | Land        | Opm. |
| ---- | --- | --------------------- | ----------- | ---- |
| 1    | 1   | Reece Howden          | Canada      | Q    |
| 2    | 16  | Joos Berry            | Zwitserland | Q    |
| 3    | 5   | Terence Tchiknavorian | Frankrijk   |      |
| 4    | 30  | Elliott Baralo        | Zweden      |      |

Achtste finale 4
| Rang | Bib | Naam          | Land            | Opm. |
| ---- | --- | ------------- | --------------- | ---- |
| 1    | 21  | Sergej Ridzik | Russische ploeg | Q    |
| 2    | 14  | Brady Leman   | Canada          | Q    |
| 3    | 2   | David Mobärg  | Zweden          |      |
| 4    | 32  | Kirill Sysoev | Russische ploeg |      |

Achtste finale 5
| Rang | Bib | Naam           | Land       | Opm. |
| ---- | --- | -------------- | ---------- | ---- |
| 1    | 15  | Erik Mobärg    | Zweden     | Q    |
| 2    | 12  | Tristan Takats | Oostenrijk | Q    |
| 3    | 24  | Ryo Sugai      | Japan      |      |
| 4    | 23  | Robert Winkler | Oostenrijk |      |

Achtste finale 6
| Rang | Bib | Naam           | Land        | Opm. |
| ---- | --- | -------------- | ----------- | ---- |
| 1    | 9   | François Place | Frankrijk   | Q    |
| 2    | 25  | Jared Schmidt  | Canada      | Q    |
| 3    | 20  | Romain Détraz  | Zwitserland |      |
| 4    | 31  | Satoshi Furuno | Japan       |      |

Achtste finale 7
| Rang | Bib | Naam              | Land        | Opm. |
| ---- | --- | ----------------- | ----------- | ---- |
| 1    | 13  | Ryan Regez        | Zwitserland | Q    |
| 2    | 3   | Johannes Rohrweck | Oostenrijk  | Q    |
| 3    | 19  | Tobias Müller     | Duitsland   |      |
| 4    | 11  | Viktor Andersson  | Zweden      |      |

Achtste finale 8
| Rang | Bib | Naam              | Land             | Opm. |
| ---- | --- | ----------------- | ---------------- | ---- |
| 1    | 29  | Igor Omelin       | Russische ploeg  | Q    |
| 2    | 8   | Kevin Drury       | Canada           | Q    |
| 3    | 7   | Florian Wilmsmann | Duitsland        |      |
| 4    | 28  | Oliver Davies     | Groot-Brittannië |      |

#### Kwartfinales
Kwartfinale 1
| Rang | Bib | Naam             | Land        | Opm. |
| ---- | --- | ---------------- | ----------- | ---- |
| 1    | 4   | Alex Fiva        | Zwitserland | Q    |
| 2    | 10  | Simone Deromedis | Italië      | Q    |
| 3    | 6   | Bastien Midol    | Frankrijk   |      |
| 4    | 17  | Daniel Bohnacker | Duitsland   |      |

Kwartfinale 2
| Rang | Bib | Naam          | Land            | Opm. |
| ---- | --- | ------------- | --------------- | ---- |
| 1    | 21  | Sergej Ridzik | Russische ploeg | Q    |
| 2    | 14  | Brady Leman   | Canada          | Q    |
| 3    | 1   | Reece Howden  | Canada          |      |
| 4    | 16  | Joos Berry    | Zwitserland     |      |

Kwartfinale 3
| Rang | Bib | Naam           | Land       | Opm. |
| ---- | --- | -------------- | ---------- | ---- |
| 1    | 15  | Erik Mobärg    | Zweden     | Q    |
| 2    | 9   | François Place | Frankrijk  | Q    |
| 3    | 25  | Jared Schmidt  | Canada     |      |
| 4    | 12  | Tristan Takats | Oostenrijk |      |

Kwartfinale 4
| Rang | Bib | Naam              | Land            | Opm. |
| ---- | --- | ----------------- | --------------- | ---- |
| 1    | 13  | Ryan Regez        | Zwitserland     | Q    |
| 2    | 3   | Johannes Rohrweck | Oostenrijk      | Q    |
| 3    | 8   | Kevin Drury       | Canada          |      |
| 4    | 29  | Igor Omelin       | Russische ploeg |      |

#### Halve finales
Halve finale 1
| Rang | Bib | Naam             | Land            | Opm. |
| ---- | --- | ---------------- | --------------- | ---- |
| 1    | 4   | Alex Fiva        | Zwitserland     | Q    |
| 2    | 21  | Sergej Ridzik    | Russische ploeg | Q    |
| 3    | 10  | Simone Deromedis | Italië          |      |
| 4    | 14  | Brady Leman      | Canada          |      |

Halve finale 2
| Rang | Bib | Naam              | Land        | Opm. |
| ---- | --- | ----------------- | ----------- | ---- |
| 1    | 15  | Erik Mobärg       | Zweden      | Q    |
| 2    | 13  | Ryan Regez        | Zwitserland | Q    |
| 3    | 3   | Johannes Rohrweck | Oostenrijk  |      |
| 4    | 9   | François Place    | Frankrijk   |      |

#### Finales
Kleine finale
| Rang | Bib | Naam              | Land       | Opm. |
| ---- | --- | ----------------- | ---------- | ---- |
| 5    | 10  | Simone Deromedis  | Italië     |      |
| 6    | 14  | Brady Leman       | Canada     |      |
| 7    | 3   | Johannes Rohrweck | Oostenrijk |      |
| 8    | 9   | François Place    | Frankrijk  |      |

Grote finale
| Rang   | Bib | Naam          | Land            | Opm. |
| ------ | --- | ------------- | --------------- | ---- |
| Goud   | 13  | Ryan Regez    | Zwitserland     |      |
| Zilver | 4   | Alex Fiva     | Zwitserland     |      |
| Brons  | 21  | Sergej Ridzik | Russische ploeg |      |
| 4      | 15  | Erik Mobärg   | Zweden          |      |